# Лісна Ліва
Лісна Ліва — річка у Пружанському та Кам'янецькому районах Берестейської області (басейн Вісли). Довжина 50 км. Площа водозбору 750 км. Середньорічна витрата води в гирлі становить 3,6 м³/с. Середній нахил поверхні води 0,5 ‰.
Починається на південний захід від села Мильниськ (Пружанський район), за 0,5 км на схід від села Угляни (Кам'янецький район). При впадінні в річку Лісну Праву, утворює річку Лісну. Протікає Прибузькою рівниною.
Русло каналізоване, його ширина 6-8 м, у пониззі місцями до 20 м. Береги низькі, заввишки 0,3-0,5 м, порослі чагарником.
Долина річки завширшки 1,6-2,5 км, в середній течії місцями невиразна; схили рівнинні, заввишки 7-9 м, порізані струмками, улоговинами та канавами. Оболонь низька, болотиста (завширшки 0,3-0,5 км), пересічена старими річками та дренажними каналами. Під час повені затоплюється на глибину 0,6 м протягом 15-30 діб.

## Основні притоки
Ліворуч: річки Тачниця та Зубриця.
Праворуч: струмок Калиновець, річка Вишня.